# Cypripedium bardolphianum
Cypripedium bardolphianum là một loài thực vật có hoa trong họ Lan. Loài này được W.W.Sm. & Farrer mô tả khoa học đầu tiên năm 1916.